# 김주승
김주승(金周承, 1961년 9월 3일 ~ 2007년 8월 13일)은 대한민국의 배우였다.

## 생애
국민대학교 재학 중 아르바이트 등을 하며 방황하다 영화 출연이 인연이 되어 3학년에 재학 중이던 1983년 MBC 16기 공채 탤런트로 정식 데뷔하였다. 1986년 MBC 드라마 《첫사랑》에서 4,5회 쯤에 사라지기로 되어 있었던 단역이었으나, 점점 시청자들의 호응을 얻어 주인공 황신혜의 상대역으로 승격되어 종반까지 출연하였다. 이 드라마에서의 인기를 발판으로 청춘 스타로 자리매김한 그는 1987년 이후 《순심이》, 《야망의 세월》, 《달빛 가족》, 《연인》등 많은 멜로드라마의 주인공으로 활약했다.
1990년에는 1980년대 ‘장안의 큰손’으로 제5공화국 권력형 금융비리사건의 중심인물이기도 한 장영자의 큰 딸 김신아와 결혼 하면서 세간의 화제를 모았다. 그때부터 연기 외 다양한 사업에 손대기 시작했으며 1994년에는 장영자 부도사건의 여파로 미국으로 도피하는 등 시련을 맞았다. 잘나가던 사업이 부도가 나고, 40여억원이라는 거액의 사기혐의로 수배를 받은 채 미국으로 기약 없이 도피생활을 떠났던 그는 1996년 2년간의 미국생활을 끝내고 SBS 드라마 《형제의 강》으로 재기에 성공했다.
1997년 신장암 판정을 받아 투병을 해왔으며 2002년 병세가 호전되는 듯 하여 연예계 복귀와 사업 재개 등으로 적극적인 재기의 의지를 보였다. 2003년에는 제18대 한국방송연기자협회 회장으로 선임되고 2005년에는 드라마 프로덕션 디지털돔을 설립하였다. KBS 미니시리즈 《그녀가 돌아왔다》, MBC 아침드라마 《이제 사랑은 끝났다》, SBS 금요드라마 《나도야 간다》 등을 제작하고 자사 제작 작품 《그녀가 돌아왔다》 에도 출연하는 등 마지막까지 연기와 사업에 대한 열정을 불태웠다. 병세가 악화되자 2007년 1월 결혼 17년 만에 이혼을 했고, 이후 주변과 연락을 끊고 투병 생활에 들어갔다. 그러나, 2007년 1월부터 다시 암이 재발하면서 췌장암으로까지 이어져 같은 해 8월 13일 사망하였다.

## 학력
- 경희초등학교
- 동대문중학교 (졸업)
- 용문고등학교 (졸업)
- 국민대학교 사학과 (졸업)

## 출연작

### 드라마
- 1983년 MBC 반공드라마 《3840 유격대》
- 1983년 MBC 주말연속극 《아버지와 아들》
- 1984년 MBC 단막극 《베스트셀러극장 - 고깔》 ... 복락 역
- 1986년 MBC 주간연속극 《첫사랑》 ... 윤병식 역
- 1986년 MBC 단막극 《베스트셀러극장 - 아리랑 별곡》
- 1986년 MBC 단막극 《베스트셀러극장 - 화당리 솟례》
- 1986년 MBC 대하드라마 《조선왕조 오백년 - 남한산성》 ... 한윤 역
- 1986년 MBC 특집드라마 《젊은날의 초상》
- 1987년 KBS 주말연속극 《애정의 조건》 ... 용현 역
- 1987년 KBS 주간연속극 《함 사세요》
- 1988년 KBS 주말연속극 《순심이》 ... 진호 역
- 1988년 MBC 미니시리즈 《도시의 흉년》 ... 수빈 역
- 1989년 KBS 미니시리즈 《숲은 잠들지 않는다》
- 1989년 KBS 주말연속극 《달빛가족》 ... 준식 역
- 1990년 KBS 주말연속극 《야망의 세월》 ... 박형철 역
- 1991년 MBC 미니시리즈 《장미빛 인생》 ... 장하경 역
- 1991년 MBC 미니시리즈 《내 마음은 호수》 ... 송병림 역
- 1992년 MBC 아침드라마 《이젠 아무도 사랑하지 않는다》 ... 장준하 역
- 1993년 KBS 주말연속극 《연인》 ... 이건우 역
- 1993년 MBC 미니시리즈 《여자의 남자》 ... 한영민 역
- 1996년 SBS 수목드라마 《형제의 강》 ... 서준수 역
- 1997년 SBS 월화드라마 《여자》
- 1997년 SBS 아침연속극 《당신뿐인데》
- 1998년 KBS 설날특집극 《귀향, 그 짧은 이야기》 ... 이 형사 역
- 1998년 SBS 주말특별기획 《삼김시대》 ... 정동년 역
- 1998년 KBS 아침드라마 《바람처럼 파도처럼》 ... 산하 역
- 1998년 MBC 단막극 《MBC 베스트극장 - 공춘택씨의 계약결혼》
- 1998년 SBS 드라마 스페셜 《옛사랑의 그림자》 ... 현우 역
- 1998년 MBC 미니시리즈 《적과의 동거》 ... 박수철 역
- 1999년 MBC 단막극 《MBC 베스트극장 - 이혼의 기술》 ... 윤호 역
- 1999년 KBS TV소설 《당신》
- 1999년 MBC 미니시리즈 《흐르는 것이 세월뿐이랴》 ... 김성수 역
- 2000년 SBS 창사 10주년 특별기획 드라마 《덕이》 ... 이상혁 역
- 2000년 MBC 아침드라마 《사랑할수록》 ... 강현준 역
- 2000년 KBS 특별기획드라마 《천둥소리》 ... 광해군 역
- 2000년 MBC 단막극 《베스트극장 - 내가 너무 사랑하는 당신》
- 2001년 MBC 창사특집극 《소풍》
- 2001년 MBC 아침드라마 《보고싶은 얼굴》 ... 이준혁 역
- 2001년 MBC 단막극 《베스트극장 - 주차장에서 생긴 일》
- 2001년 SBS 단막극 《오픈드라마 남과 여 - 내 아내에게 무슨 일이 생겼는가?》
- 2001년 MBC 단막극 《베스트극장 - 행복한 남자》
- 2002년 KBS 단막극 《드라마시티 - AM를 듣는 여자》
- 2002년 MBC 미니시리즈 《리멤버》 ... 박명도 역
- 2005년 KBS 단막극 《드라마시티 - 다시 사랑할까요?》 ... 요환 역
- 2005년 KBS 미니시리즈 《그녀가 돌아왔다》 ... 정하록 역

### 영화
- 1983년 《사랑만들기》
- 1983년 《외출》
- 1986년 《말괄량이 대행진》 ... 영호 역
- 1987년 《맨발의 청춘 87》
- 1988년 《캠퍼스 연애특강》 ... 성민 역
- 1989년 《서울 무지개》 ... 준 역
- 1989년 《서울 공주》
- 1990년 《어느 모델의 사랑》 ... 준섭 역
- 1991년 《10대의 반항 Resistance of Teenagers》

### 공연
- 1987년 연극 《19 그리고 80》 ... 해롤드 역
- 2001년 악극 《무너진 사랑탑아》
- 2005년 뮤지컬 《카츄사의 노래》

### CF
- 1983년 공익광고협의회 가족계획편
- 1987년 해태음료 써니텐
- 1987년 원미섬유 존헨리
- 1988년 금강 랜드로바 로렐
- 1990년 동아제약 솔표 솔청수 (KBS 달빛가족 팀으로 출연)
- 1990년 광동제약 썬키스트 파인애플주스
- 1990년 광동제약 썬키스트 선물세트 (남궁원과 공동출연)
- 1991년 JW중외제약 듀스파타린

## 수상
- 1986년 MBC 연기대상 신인상

## 이외 이력
- 자유민주연합 문화예술행정특임위원(1995년)

## 가족 관계
- 배우자: 김신아 - 장영자의 맏딸 (1990년 결혼, 2007년 1월 이혼)
  - 딸: 김모씨 (1998년 ~ )